# Funeral of the Heroes of the Submarine A.1
Funeral of the Heroes of the Submarine A.1 è un cortometraggio muto del 1904. Il nome del regista non viene riportato nei credit del film né vi appare quello di un operatore.
Vi sono ripresi i funerali dell'equipaggio dell'HMS A1, un sottomarino della Royal Navy costruito nel 1902 nei cantieri di Barrow-in-Furness e affondato accidentalmente il 18 marzo 1904 nel canale di Solent. Dopo il suo affondamento avvenuto in soli dodici metri d'acqua con la morte dei componenti dell'intero equipaggio, tutti i sottomarini della marina britannica vennero dotati di sportello a tenuta stagna nella parte anteriore della torretta.

## Produzione
Il film fu prodotto dalla Hepworth.

## Distribuzione
Distribuito dalla Hepworth, il documentario - un cortometraggio della lunghezza di 38 metri  - presumibilmente uscì nelle sale cinematografiche britanniche nel 1904.
Non si hanno altre notizie del film che si ritiene perduto, forse distrutto nel 1924 quando il produttore Cecil M. Hepworth, ormai fallito, cercò di recuperare l'argento del nitrato fondendo le pellicole.